# ʻAkilisi Pōhiva
Samiuela ʻAkilisi Pōhiva (Fakakakai, 7 aprile 1941 – Auckland, 12 settembre 2019) è stato un attivista e politico tongano, primo ministro delle Tonga dal 2014 al 2019.

## Biografia
Nacque a Fakakakai nel 1941, quinto dei sei figli di Pohiva Langi (1897-1948) e di Salote Fifita (1898-1953).
Studiò all'Università del Pacifico del Sud e intraprese la carriera di insegnante. Lavorò anche al campus di Tongatapu del suo stesso ateneo come docente di storia e sociologia; in questo periodo iniziò il suo coinvolgimento nel movimento pro-democrazia.

### Attività politica
Nel 1987 fu eletto per la prima volta nell'Assemblea legislativa come rappresentante del popolo. Nel 1996 venne incarcerato per oltraggio al parlamento, essendo stato riconosciuto colpevole di aver trasmesso informazioni al giornale pro-democrazia diretto da Kalafi Moala. Nel 2006 venne arrestato nuovamente con l'accusa di sedizione, in seguito alle proteste che danneggiarono la capitale Nukuʻalofa.
Si candidò col Partito Democratico delle Isole Amiche alle elezioni del 2010, da lui fondato con i membri del Movimento per i Diritti Umani e la Democrazia. Le elezioni furono vinte da Sialeʻataongo Tuʻivakanō, nel cui governo Pōhiva accettò l'incarico di ministro della salute, dimettendosi però in breve tempo in segno di protesta.
Riuscì ad essere eletto capo del governo nel 2014, per essere poi riconfermato nel novembre del 2017. Morì ancora in carica nel 2019 mentre era ricoverato in ospedale ad Auckland per una polmonite; il suo ultimo viaggio all'estero fu per l'incontro del Forum delle isole del Pacifico tenutosi a Tuvalu in agosto. Fu succeduto ad interim da Semisi Sika.

## Vita privata
Era sposato con Neomai Tu’itupou (1948-2018); era padre di ʻAna (1971), Po‘oi (1973), Hepisipa (1975), Laucala (1977) e Siaosi.